# Giorgio Maccagno
Giorgio Maccagno (Roma, 1913 – Benafer, 23 luglio 1938) è stato un militare italiano, decorato con la medaglia d'oro al valor militare alla memoria nel corso della guerra di Spagna.

## Biografia
Nacque a Roma nel 1913, figlio di Federico e Olga Michelotti. Orfano del padre, valoroso soldato, caduto nella prima guerra mondiale, ancora studente universitario presso la facoltà di legge dell'Università di Roma, nell'ottobre del 1935 si arruolò volontario nel Regio Esercito per combattere in Africa Orientale nel corso della guerra d'Etiopia. Prestò servizio nel battaglione "Curtatone e Montanara" costituito dai giovani studenti degli Atenei italiani e partecipò alle operazioni sull'Altopiano abissino. Rientrato in Patria nell'ottobre del 1936 fu nominato sottotenente di complemento dell'arma di fanteria, e poco dopo venne mobilitato nuovamente nuovamente per combattere nella guerra di Spagna, assegnato al III battaglione del 2º Reggimento "Littorio". Cadde in combattimento a Benafer il 23 luglio 1938, e fu decorato con la medaglia d'oro al valor militare alla memoria.

### Fonti
1. ↑  Gruppo Medaglie d'Oro al Valore Militare 1965, p. 326.
2. 1 2 3 4  Combattenti Liberazione.
3. ↑   Medaglia d'oro al valor militare Maccagno Giorgio, su quirinale.it, Quirinale. URL consultato l'11 febbraio 2023.
4. ↑  Registrato alla Corte dei conti lì 11 settembre 1939,  guerra registro n. 30, foglio 91.